# Gaby Dohm
Gabriela Helena Anna "Gaby" Dohm, conosciuta anche come Gaby Plica-Dohm o Gaby Plecar-Dohm (Salisburgo, 23 settembre 1943), è un'attrice austriaca naturalizzata tedesca, attiva prevalentemente in campo televisivo e teatrale.

## Biografia
Figlia d'arte (essendo nata dagli attori Will Dohm e Heli Finkenzeller ), tra cinema e - soprattutto - televisione, ha partecipato complessivamente ad oltre un centinaio di differenti produzioni, a partire dalla metà degli anni sessanta, lavorando in particolar modo in vari film TV.
Tra i suoi ruoli più noti, figurano, tra l'altro, quello di Christa Brinkmann nella serie televisiva La clinica della Foresta Nera (Schwarzwaldklinik, 1985-1989), quello di Henriette Caspar nella serie televisiva Quattro donne e un funerale (Vier Frauen und ein Todesfall, 2005-2007) e quello di Louise von Beilheim nella serie televisiva Un ciclone in convento (2012-2015).

## Vita privata
È stata sposata col regista Adalbert Plica ed è madre del regista Julian Plica.

## Filmografia parziale

### Cinema
- Die fromme Helene (1965)
- L'uovo del serpente (The Serpent's Egg), regia di Ingmar Bergman (1977)
- Rosenstrasse (2003)

### Televisione
- Meine Nichte Susanne - film TV (1964) - ruolo: Mathilde
- Der Werbeoffizier - film TV (1967)
- Die Mühle von Sanssouci - film TV (1968) - Greta
- Die Entwaffnung - film TV (1968)
- Ein Fall für Herrn Schmidt - film TV (1971)
- Der Ritter von der traurigen Gestalt - film TV (1972)
- Der Kommissar - serie TV, 1 episodio (1972)
- Butler Parker - serie TV, 7 episodi (1972) - Jenny
- Unter Ausschluß der Öffentlichkeit - serie TV, 1 episodio (1974)
- Cautio Criminalis oder Der Hexenanwalt - film TV (1974) - Katharina Henot
- L'ispettore Derrick - serie TV, ep. 02x05, regia di Theodor Grädler (1975) - Herta Rieger
- L'ispettore Derrick - serie TV, ep. 04x10, regia di Helmuth Ashley (1977) - Lore Beck
- Un mondo di marionette - film TV (1980)
- Meister Eder und sein Pumuckl - serie TV, 1 episodio (1983)
- Die Wiesingers - serie TV (1984) - Gabriele Wiesinger
- L'ispettore Derrick - serie TV, ep. 11x10, regia di Michael Braun (1984) - Ruth Palmer
- La clinica della Foresta Nera - serie TV, 70 episodi (1985-1989) - Christa Brinkmann
- L'ispettore Derrick - serie TV, ep. 17x04, regia di Günter Gräwert (1990) - Dott.ssa Anita Rolfs
- Insel der Träume - serie TV, 1 episodio (1991)
- Eurocops - serie TV, 1 episodio (1991)
- Il commissario Kress (Der Alte) - serie TV, 3 episodi (1991-1997) - ruoli vari
- Die Zwillingsschwestern aus Tirol - film TV (1992)
- Il cinese - miniserie TV (1992)
- Donauprinzessin - serie TV (1992) - Verena
- Vater braucht eine Frau - serie TV, 2 episodi (1993) - Corinna
- Almenrausch und Pulverschnee - miniserie TV (1993) - Barbara Moser
- Russige Zeiten - serie TV (1993)
- Ihre Exzellenz, die Botschafterin - serie TV (1993)
- Der gute Merbach - film TV (1994) - Helga Lundt
- Tödliche Wahl - serie TV, 3 episodi (1995)
- Wolff - Un poliziotto a Berlino - serie TV, 1 episodio (1996)
- Un caso per due - serie TV, 1 episodio (1996)
- Rosamunde Pilcher - Eine besondere Liebe - film TV (1996)
- L'ispettore Derrick - serie TV, ep. 23x09, regia di Peter Deutsch (1996) - Irmgard Trenk
- Heimatgeschichten - serie TV, 3 episodi (1996-2002) - ruoli vari
- Polizeiruf 110 - serie TV, 6 episodi (1997-2000) - Dott.ssa Silvia Hansen
- Rosamunde Pilcher - Entscheidung des Herzens - film TV (1999) - Helen Winston
- Siska - serie TV, 2 episodi (1999-2002) - ruoli vari
- Jenny & Co. - serie TV, 1 episodio (2001)
- 1000 Meilen für die Liebe - film TV (2001) - Hermine Brehme
- Herzen in Fesseln - film TV (2002)
- Klinik unter Palmen - serie TV, 2 episodi (2003)
- I ragazzi della via Pál - miniserie TV (2003)
- Ein starkes Team - serie TV, 1 episodio (2004)
- Männer im gefährlichen Alter - film TV (2004)
- Die Schwarzwaldklinik - Die nächste Generation - film TV (2005) - Christa Brinkmann
- Was heißt hier Oma! - film TV (2004) - Juliane Kostner
- Quattro donne e un funerale (Vier Frauen und ein Todesfall) - serie TV, 11 episodi (2005-2007) - Henriette Caspar
- Hilfe, die Familie kommt! - film TV (2007) - Susanne Bredemeyer
- Pfarrer Braun - serie TV, 1 episodio (2007)
- Essenze d'amore (Die Rosenkönigin), regia di Peter Weck – film TV (2007)
- Im Tal der wilden Rosen - serie TV, 1 episodio (2007)
- Dream Hotel - serie TV, 1 episodio (2008)
- SOKO 5113 - serie TV, 1 episodio (2008)
- Onde d'estate - film TV (2008)
- La nave dei sogni - serie TV, 4 episodi (2008-2011) - ruoli vari
- Inga Lindström - Mia und ihre Schwestern - film TV (2009) - Marianne Högberg
- La magnifica coppa - film TV (2009)
- Un bacio, una promessa - film TV (2010) - Margot von Schönberg-Salchow
- La vendetta non paga - film TV (2010) - Shirley Sheridan
- Die Liebe kommt mit dem Christkind - film TV (2010)
- Dora Heldt: Tante Inge haut ab - film TV (2011)
- Amore con umorismo (Utta Danella - Liebe mit Lachfalten) - film TV (2011)
- Der Doc und die Hexe - serie TV, 2 episodi (2011)
- La nave dei sogni - Viaggio di nozze - serie TV, 1 episodio (2012)
- Un ciclone in convento - serie TV, 45 episodi (2012-2015) - Louise von Beilheim
- Die Garmisch-Cops - serie TV, 1 episodio (2014)
- Rosamunde Pilcher - Besetzte Herzen - film TV (2014)

## Premi e riconoscimenti
- 1986: Secondo posto alla Goldene Kamera per La clinica della Foresta Nera[6]
- 2005: Romy Award come miglior attrice preferita in una serie televisiva per il ruolo di Henriette Caspar in Vier Frauen und ein Todesfall[6]